# Paprikás rapszódia
A Paprikás rapszódia (Vihreä rapsodia) Kati Kovács magyar származású finn író és rajzoló képregénye. 1994-ben jelent meg Finnországban, ahol az év képregénynek választották.
A képregény Magyarországon játszódik, a szerzőnek egy 10 éves korában tett látogatását idézi fel. A felnőttkori visszaemlékezésbe abszurd, szürreális elemek is keverednek.
A magyar kiadás 2009-ben, az 5. Magyar Képregényfesztivál alkalmára jelent meg a Nyitott Könyvműhely gondozásában, Király Hajnal fordításában. Az alkotó a fesztivál díszvendége volt.

## Külső hivatkozások
- Paprikás rapszódia a Molyon
- Az ekultura.hu recenziója (Oravecz Gergely)
- A Nero Blanco blog ismertetője (Bayer Antal)
- A Kepregeny.net (Kilencedik.hu) kritikája (Kránicz Bence)